# Kalusha Bwalya
Kalusha Bwalya (Mufulira, Copperbelt, 16 de agosto de 1963) es un exfutbolista zambiano que jugaba como delantero. Fue presidente de la Asociación de Fútbol de Zambia desde 2008 a 2016.
Kalusha es el tercer goleador histórico de la selección de Zambia. Así mismo, fue capitán de esta y nombrado Mejor Futbolista Africano jugando en Europa en el año 1988 por la revista France Football.
En 1994 llegó al América donde junto con François Omam-Biyik formó una dupla conocida como "Las águilas negras" donde durante esa temporada rompieron récords de goles bajo la dirección de Leo Beenhakker, en este club se le recuerda por su falla de un tiro a gol teniendo la portería sola, ya que Norberto Scoponi se fue a rematar en aquel juego vs Cruz Azul el 21 de abril de 1996. A este grupo también perteneció el camerunés Jean-Claude Pagal sin embargo no logró tener relevancia en el Club.
Bwalya jugó en 6 Copas Africanas de Naciones, siendo el entrenador de Zambia en la versión de dicho campeonato celebrada en el 2006. Haciendo un papel muy importante . Actualmente también sirve como miembro de la FIFA en la Confederación Africana de Fútbol y como presidente Asociación de Fútbol de Zambia.
Su trayectoria como jugador, entrenador y presidente de la Asociación de Fútbol de Zambia se muestra en el documental "Eighteam" dirigido por Juan Rodríguez-Briso.
El 10 de agosto de 2018, fue inhabilitado por la FIFA por haber sido encontrado culpable de aceptar sobornos.

## Tragedia en la selección
Kalusha, capitán de la selección no fue convocado para disputar el partido contra su similar de Mauricio y se reuniría con el equipo en Senegal. Debido a los altos precios, la federación de Zambia alquiló un avión militar para trasportarlos. Durante el trayecto de Mauricio a Senegal y debido a las pésimas condiciones de la aeronave, tuvo que realizar varias escalas para descansar y tomar combustible. La última de ellas fue el aeropuerto de Libreville de donde partió la madrugada del 28 de abril de 1993 hacia Senegal. El avión, poco tiempo después de despegar, sufrió un accidente que lo hizo precipitarse al mar, frente a las costas de Gabón, no hubo sobrevivientes.

## Selección nacional
- Selección de fútbol de Zambia (1983-2006)
  - Debut: contra Sudán (1983)
  - Apariciones: 87 (hasta el 3 de septiembre de 2005)
  - Goles: 39
  - Apariciones Olímpicas: 1988

## Clubes
| Club                  | País         | Año       |
| --------------------- | ------------ | --------- |
| Mufulira Blackpool    | Zambia       | 1979-1980 |
| Mufulira Wanderers    | Zambia       | 1980-1985 |
| Cercle Brugges K.S.V. | Bélgica      | 1985-1989 |
| PSV Eindhoven         | Países Bajos | 1989-1994 |
| América C.F.          | México       | 1994-1997 |
| Necaxa                | México       | 1997      |
| Al-Wahda              | EAU          | 1998      |
| Club León             | México       | 1998      |
| Irapuato F.C.         | México       | 1999      |
| CD Veracruz           | México       | 1999      |
| Correcaminos UAT      | México       | 2000      |